# Virgin Atlantic GlobalFlyer
Scaled Composites Model 311 Virgin Atlantic GlobalFlyer är ett flygplan konstruerat av  Burt Rutan som med Steve Fossett som pilot genomförde den första ensamflygningen jorden runt utan lufttankning och mellanlandning. Flygningen genomfördes mellan den 28 februari  och 3 mars 2005. Start och landning ägde rum i Salina i Kansas i USA. 
Projektet finansierades av Richard Bransons flygbolag, Virgin Atlantic, och byggdes av Burt Rutans företag Scaled Composites. Företagen har sedan tidigare ett samarbete i satsningen på Virgin Galactic.